# John Joseph Wood
John Joseph Wood (Toronto, 7 de junio de 1950-Oakville, 25 de enero de 2013) fue un deportista canadiense que compitió en piragüismo en la modalidad de aguas tranquilas.
Participó en tres Juegos Olímpicos de Verano entre los años 1968 y 1976, obteniendo una medalla de plata en la edición de Montreal 1976 en la pruebas de C1 500 m. Ganó una medalla de plata en el Campeonato Mundial de Piragüismo de 1977.

## Palmarés internacional
| Juegos Olímpicos   | Juegos Olímpicos  | Juegos Olímpicos | Juegos Olímpicos |
| Año                | Lugar             | Medalla          | Competición      |
| ------------------ | ----------------- | ---------------- | ---------------- |
| 1976               | Montreal (Canadá) | Medalla de plata | C1 500 m         |
| Campeonato Mundial |                   |                  |                  |
| Año                | Lugar             | Medalla          | Competición      |
| 1977               | Sofía (Bulgaria)  | Medalla de plata | C2 500 m         |